# Делчево (област Разград)
 За другото българско село вижте Делчево (Област Благоевград).  
Делчево е село в Североизточна България. То се намира в община Исперих, област Разград.

## География
През 1933 г. географът Васил Маринов изследва селото и го определя в рамките на антропогеографските граници на Делиормана.

## История
През османския период селото носи названието Ферхатлар.